# Africanictis
Africanictis – wymarły rodzaj ssaka drapieżnego przypominającego koty, zaliczanego do nadrodziny Aeluroidea. Zwierzę zamieszkiwało Afrykę w epoce mioceńskiej, pomiędzy 23,03 a 11,610 miliona lat temu, w związku z czym istniało przez 11,42 miliona lat.
Africanictis wydaje się być wszystkożercą. Bardziej precyzyjnie określa się go pomiędzy terminami hypercarnivore a  mesocarnivore.

## Taksonomia
Africanictis został tak nazwany przez Moralesa i współpracowników (1998). Został umieszczony w obrębie Stenoplesictinae przez Morlo i współpracowników (2007).